# Nitrur de gal·li (mineral)
|  | Aquest article tracta sobre el mineral. Si cerqueu compost químic, vegeu «nitrur de gal·li». |

El nitrur de gal·li també com a sense nom (nitrur de gal·li) és un mineral de la classe dels elements natius. Aquest mineral encara no s'ha anomenat, i és per això que s'utilitza el nom provisional que té en compte la seva composició química: nitrur de gal·li.

## Classificació
Segons la classificació de Nickel-Strunz, el nitrur de gal·li pertany a «01.BC.20 - Nitrurs» juntament amb els següents minerals: la roaldita, el siderazot, l'osbornita i la carlsbergita. Segons la classificació de Dana es troba al grup 1.3.10.

## Característiques
El nitrur de gal·li (GaN) és un mineral que cristal·litza en el sistema hexagonal. Els seus paràmetres de cel·la són a = 3,186Å i c = 5,178Å; i el seu volum de cel·la és de 45,52 Å³. El seu grup espacial és el P6₃mc mentre que el símbol H-M és el 6mm.

## Formació
Es té constància que s'ha trobat en sediments a l'est de l'oceà Pacífic.